# Різанина в Есейсі
Різанина в Есейсі (ісп. Masacre de Ezeiza) відбулася 20 червня 1973 року на Пуенте 12, на перехресті автостради Генерала Рікк'єрі (в'їзд до аеропорту Есейси) і Каміно де Сінтура (провінційний маршрут 4), приблизно в 10 км від аеропорту Есейси в Буенос-Айресі, Аргентина.
Там зібралися натовпи пероністів, серед яких було багато молоді, щоб привітати остаточне повернення Хуана Перона з 18-річного вигнання в Іспанії. За оцінками поліції, в аеропорту зібралося три з половиною мільйони людей. У літаку Перона супроводжував президент Ектор Кампора, представник лівого крила перонізму, який прийшов до влади 25 травня 1973 року на тлі народної ейфорії та періоду політичних потрясінь. Кампора виступав проти правого крила пероністів, заявивши під час своєї першої промови, що «пролита кров не буде предметом переговорів».
З трибуни Перона замасковані снайпери правого крила перонізму відкрили вогонь по натовпу. Ліва пероністська молодь і Монтонерос потрапили в пастку. Пізніше було ідентифіковано щонайменше 13 тіл, 365 отримали поранення під час різанини.
За даними газети Clarín, реальне число вважається набагато вищим. Жодне офіційне розслідування для підтвердження цих оцінок не проводилося.

## Залучені люди
Різанина в Есейсі ознаменувала кінець альянсу лівих і правих пероністів, який вдалося сформувати Перону. Ектор Кампора представляв головну фігуру лівого крила, а Хосе Лопес Рега, колишній офіцер федеральної поліції та особистий секретар Перона, який супроводжував Перона під час його вигнання у франкістській Іспанії, був представником правого крила. Лопес Рега також був засновником правого ескадрону смерті Alianza Anticomunista Argentina.
Популіст і націоналіст, Перон був популярний від крайніх лівих до ультраправих, але це об'єднання сил припинилося того дня. Під час свого вигнання Перон сам підтримував як молодих лівих пероністів, іконами яких були Че Гевара, Монтонерос, Революційні збройні сили Аргентини (FAR), Fuerzas Armadas Peronistas (FAP), Juventud Peronista (JP), так і правих пероністів. «Спеціальні формування», які збирали радикалів, таких як Залізна гвардія (GH) або Movimiento Nacionalista Tacuara .
Трибуна була встановлена на Пуенте 12 підполковником Хорхе Мануелем Осінде та іншими ультраправими діячами перонізму, такими як Альберто Бріто Ліма та Норма Кеннеді. Лоренсо Мігель, Хуан Мануель Абаль Медіна та Хосе Ігнасіо Руччі, генеральний секретар CGT — контрольованої правими пероністами — відповідали за організацію мобілізації пероністів до Есейси. Члени профспілки металургів Union Obrera Metalúrgica, Juventud sindical peronista та інших правих секторів також були на трибуні Перона, протистоячи лівим групам у натовпі (FAR, Montoneros, JP та інші — FAP роззброїлися 25 травня 1973).
Згідно з розслідуванням іспанського судді Бальтасара Гарсона, італійський терорист Стефано Делле К'яє, який працював в операції «Гладіо», але також підтримував зв'язки з чилійським DINA та турецьким членом «Сірих вовків» Абдуллою Чатлі, також був присутній в Есейсі. Карлос «Ель Індіо» Кастільйо, член Національної університетської концентрації (CNU), також брав участь у різанині.

## Політичний контекст
Різанина була запланована для усунення президента Ектора Кампори, поміркованого лівого крила, від влади. Протягом першого місяця правління Кампори відбулося близько 600 соціальних конфліктів, страйків і захоплень фабрик. Робітникам вдалося добитися підвищення заробітної плати та покращення умов праці. Робітничий рух завоював симпатії великих верств середніх класів, часом антипероністських. 2 червня 1973 року Хосе Ігнасіо Руччі, генеральний секретар CGT, відповів кубинському делегату на конгресі CGT, який просив тост на честь Че Гевари, що вони проти лівого імперіалізму. Пероністські праві поступово взяли під контроль всю профспілкову організацію, поставивши людей, близьких до лідера Хосе Ігнасіо Руччі.

## Наслідок
Різанина в Есейсі ознаменувала кінець перехідного періоду Кампори, який змінив військову диктатуру генерала Алехандро Лануссе . За словами Уго Морено, «якщо 17 жовтня 1945 року можна вважати основоположним актом перонізму, через загальний страйк і присутність мас, які нав'язували свою волю підтримки Перону, різанина 20 червня 1973 року знаменує собою вхід на сцену пізнього правого перонізму».